# Odo drescoi
Odo drescoi es una especie de araña del género Odo, familia Xenoctenidae. Fue descrita científicamente por Caporiacco en 1955.
Habita en Venezuela.